# Лепосавич, Владимир
Владимир Лепосавич (серб. кир. Владимир Лепосавић  ; родился 24 августа 1984 г.) является черногорским юристом и старшим юрисконсультом Митрополии Черногории и Приморья. Он будет министром юстиции и прав человека и меньшинств в правительстве Черногории и кабинете Здравко Кривокапича.

## Биография
Владимир Лепосавич родился 24 августа 1984 года в городе Бар, Черногория, которая тогда была частью Социалистической Федеративной Республики Югославии. В 2008 году окончил юридический факультет Белградского университета. Он является трехкратным лауреатом премии Белградского университета за профессиональную деятельность в области юридических и экономических наук.
Он получил стипендию Фонда Роберта Шумана в 2008 году, а также был лауреатом престижной стипендиальной премии программы Фулбрайта за академические и профессиональные результаты в 2014 году. В качестве приглашенного исследователя программы Фулбрайт он специализировался в области международных прав человека в Вашингтонском юридическом колледже Американского университета в Вашингтоне, округ Колумбия, и получил докторскую степень в области международной защиты меньшинств в 2016 году на юридическом факультете Университета Белграда.
В 2006 году он работал помощником по правовым вопросам в Белградском офисе Верховного комиссара Организации Объединенных Наций по делам беженцев, оказывая помощь беженцам и внутренне перемещенным лицам. С 2007 по 2009 год он оказывал другую юридическую помощь в качестве стажера-юриста в двух белградских юридических фирмах.
Лепосавич был старшим преподавателем юридического факультета Средиземноморского университета в Подгорице с 2009 по 2016 год  и профессором права в Университете Юнион-Никола Тесла в Белграде с 2016 по 2018 год. Во время своей работы он преподавал сравнительное право и политические системы, международное право в области прав человека, право Европейского Союза, социологию права, дипломатическое и консульское право и право авторского права. В 2019 году он был удостоен звания Учителя года за работу в качестве тренера и лицензированного медиатора Национального центра медиации в разрешении споров в Белграде.
Он является автором трех монографий и нескольких научных исследований и статей в области межгосударственного права и международных прав человека. Его книга «Пойманные при осуществлении своих прав»[проверить перевод] была опубликована издательством Матица сербская и быстро привлекла внимание как научных, так и профессиональных сообществ, а также широкой общественности.
С 2018 года до 2020 года, он служил в качестве старшего юрисконсульта Черногорско-Приморской митрополии.